# Amazonepeira beno
Amazonepeira beno is een spinnensoort in de taxonomische indeling van de wielwebspinnen (Araneidae).
Het dier behoort tot het geslacht Amazonepeira. De wetenschappelijke naam van de soort werd voor het eerst geldig gepubliceerd in 1994 door Herbert Walter Levi.